# Cytokiny prozapalne
Cytokiny prozapalne – umowna nazwa dla grupy cytokin, od których zależy inicjacja reakcji zapalnej. Najważniejsze z nich to Interleukina 1, Interleukina 6 i TNF.

Przeczytaj ostrzeżenie dotyczące informacji medycznych i pokrewnych zamieszczonych w Wikipedii.